# Fania Marinoff
Fania Marinoff (russe : Фаня Маринов ; yiddish : פאַניאַ מאַרינאָוו ; 20 mars 1890 - 17 novembre 1971) est une actrice américaine née en Russie.

## Carrière
Fania Marinoff a joué des rôles de soutiens et des premiers rôles dans des dizaines de pièces de Broadway entre 1903 et 1937, sept films muets américains entre 1914 et 1917 et trois courts-métrages en 1915.

## Postérité
Nella Larsen dédié son livre Passing (en) à Marinoff et son mari Van Vechten.

## Filmographie partielle
- 1914 : Une de nos filles
- 1915 : Les Îles insoupçonnées
- 1916 : McTeague
- 1916 : New York
- 1917 : Les Étapes du bonheur